# Prywatność
Prywatność (z łac. privatus 'osobisty, dotyczący osoby, zwyczajny, nie dotyczący państwa') – prawo jednostki do życia własnym życiem układanym według własnej woli z ograniczeniem do minimum wszelkiej ingerencji zewnętrznej. Prywatność to autonomia jednostki zarówno w relacji do państwa i władz publicznych, jak i przy kształtowaniu własnego życia osobistego, sfera wolna od zewnętrznych ingerencji, w której każdy ma prawo schronić się przed innymi. Prywatność jest dobrem samoistnym, przyrodzonym i stałym, wyrażającym się przez sferę odosobnienia przysługującej każdej jednostce, w obrębie której jednostka korzystając z prawa do prywatności kreuje własną osobowość, decyduje o sprawach osobistych – fizycznych i psychicznych – wtedy, gdy sobie tego życzy, a także chroni prywatność, gdy ta jest naruszona.

## Kształtowanie się prawa do prywatności
Początków pojęcia prywatności upatruje się w starożytności. Jako pierwszy sferę życia domowego, rodzinnego – oikos – od sfery życia publicznego politycznego – polis – oddzielił Arystoteles. W późniejszych epokach kontynuatorami sposobu myślenia opartego na rozdziale sfer prywatnej i publicznej byli B. Constant oraz J.S. Mill, którzy swoje idee, dotyczące sfery prywatności człowieka, łączyli z innym prawem podstawowym, a mianowicie z prawem do wolności. Sednem myśli J.S. Milla była pewność, że szacunek dla prywatności jest podstawą wolności, a o człowieczeństwie ludzi stanowi ich zdolność wyboru. J.S. Mill nie przyznawał prawu do prywatności charakteru bezwzględnego, gdyż przewidywał, że w niektórych przypadkach, dotyczących np. bezpieczeństwa społecznego czy też sprawiedliwości, istnieje dopuszczalność ingerencji państwa w sferę życia prywatnego. W 1888 sędzia Sądu Najwyższego w stanie Michigan, Thomas M. Cooley, analizując orzeczenia ówczesnych sądów amerykańskich, doszedł do wniosku, że istnieje ochrona "prawa do pozostawienia w spokoju" (right to be let alone). Sformułowanie "prawo do prywatności" użyte zostało po raz pierwszy w 1890 przez S.D. Warrena oraz L.D. Brandeisa, którzy na łamach Harvard Law Review, powołując się na refleksje T. Cooleya określili granice tego prawa. Odpowiedzią na koncepcję liberalną prawa do prywatności był projekt komunitarystów. Ich zdaniem liberalnie pojmowany system praw i wolności stanowi apologię ludzkiego indywidualizmu i egoizmu, który ignoruje jedną z najbardziej podstawowych potrzeb: bycia z innymi.
Doktryna i orzecznictwo w Stanach Zjednoczonych bardzo długo łączyły prywatność z potrzebą wolności i niezależności, a i obecnie pogląd ten ma wielu zwolenników. Utożsamianie prawa do prywatności z autonomią i wolnością człowieka doprowadziło do tego, że amerykański Sąd Najwyższy w poszczególnych orzeczeniach uznawał, iż prawo to obejmuje również prawo do aborcji, prawo do używania środków antykoncepcyjnych, a także prawo do śmierci. Takiemu rozumieniu prywatności przeciwstawia się R. Gavison, proponując zredukowanie tego pojęcia wyłącznie do zagadnienia dostępności osoby dla innych: do jakiego stopnia jesteśmy znani innym, w jakim stopniu inni mają fizyczny dostęp do nas oraz w jakim zakresie jesteśmy przedmiotem zainteresowania ze strony innych osób. Prywatność to, jej zdaniem, ograniczona dostępność. Wymienia przy tym trzy elementy prywatności: tajemnicę (secrecy), czyli jakie informacje o jednostce mają inne osoby, anonimowość (anonymity), czyli zainteresowanie jednostką ze strony innych osób, samotność (solitude), czyli kwestię fizycznego dostępu do jednostki.
W marksizmie i opartym na tej filozofii ustroju komunistycznym dobro ogółu, przynajmniej w sferze deklaracji, przeważało nad interesem jednostki. Ten punkt widzenia przeciwstawiano systemowi kapitalistycznemu, stawiającemu na indywidualną inicjatywę i własność prywatną jako warunki rozwoju, a zarazem prawo do prywatności jako warunek swobodnej i nieskrępowanej aktywności człowieka w społeczeństwie, gdyż ludzie lepiej czują się w społeczeństwie zapewniającym im autonomię, możliwość odizolowania się i anonimowość. Wiedząc, że ich zachowania nie podlegają kontroli ani ingerencji, nie boją się działać ani wyrażać swoich poglądów. Społeczeństwo kontrolujące obywateli wykształca i utrwala w nich postawy konformistyczne: ludzie, aby przeżyć lub aby uniknąć sankcji, przyjmują określone wzory zachowań również w sferze życia osobistego (jak na przykład w czasach PRL przynależność do partii czy rezygnacja z udziału w życiu religijnym). Dlatego kontrola i ingerencja w życie obywateli charakteryzują w większym stopniu państwa, których ustrój opiera się na określonej ideologii lub religii wymuszającej określone wzorce zachowań. Z drugiej strony państwo musi mieć prawo ingerencji w sferę prywatnych zachowań obywateli w ramach realizacji swoich funkcji. Pojawia się tu jednak pytanie o to, jakie funkcje państwa usprawiedliwiają ingerencję w sferę życia prywatnego oraz o dopuszczalny zakres tej ingerencji.
Kościół katolicki początkowo nie zawarł prawa do prywatności w katalogu praw człowieka, który wymienia encyklika papieża Jana XXIII Pacem in terris (1963), jest ono jednak uwzględnione w konstytucji Gaudium et spes. Poparcie dla tego prawa można też odnaleźć pośrednio, na zasadzie pełnego poparcia Powszechnej deklaracji praw człowieka w pierwszej encyklice Redemptor hominis pontyfikatu Jana Pawła II. Zostało ono też wyrażone wprost w dokumencie Papieskiej Rady ds. Środków Społecznego Przekazu Na temat ochrony informacji prywatnych i tajemnic wypowiada się też Katechizm Kościoła Katolickiego.
Zgodnie z obowiązującym § 1035 austriackiego kodeksu cywilnego z 1811 r. nikt bez wyraźnej lub dorozumianej umowy, albo bez udzielonej sobie przez sąd lub przez ustawę władzy, nie może w ogólności mieszać się do spraw cudzych; w przeciwnym razie odpowiedzialnym jest za wszystkie skutki. W polskim kodeksie cywilnym nie ma dosłownego odpowiednika § 1035 ABGB, ale z treści przepisów o prowadzeniu cudzych spraw bez zlecenia (art. 752-757 k.c.) wynika, że polski system prawa zawiera analogiczną normę prawną. Jak wskazywał A. Szpunar przepisy o prowadzeniu cudzych spraw bez zlecenia stanowią zaporę przed niepożądaną ingerencją.

## Regulacje prawa do prywatności
Ochrona życia prywatnego jest uregulowana w art. 17 Międzynarodowego Paktu Praw Obywatelskich i Politycznych. Podobny zakaz zawiera Konwencja o prawach dziecka w art. 16. Prawo do prywatności jest także zawarte w Europejskiej Konwencji Praw Człowieka z 1950. Amerykańska Konwencja Praw Człowieka z 1969 w art. 11 zabrania samowolnej lub będącej nadużyciem ingerencji w życie prywatne, rodzinne, mir domowy, korespondencję oraz bezprawnych ataków na honor lub reputację. Międzynarodowa Organizacja Pracy w Konwencji nr 189 dotyczącej pracowników domowych w art. 6 mówi o poszanowaniu ich prawa do prywatności. W czasie wojny zamachów na godność osobistą zabraniają protokoły genewskie z 1977 (I protokół w art. 75 i II protokół w art. 4).
Prywatność często rozpatrywana jest jako prawo przysługujące jednostce. Prawo do prywatności funkcjonuje w niemal wszystkich współczesnych jurysdykcjach, chociaż w wielu sytuacjach może być ograniczane. W Polsce ochrona prywatności regulowana jest na poziomie konstytucyjnym (art. 47 Konstytucji). Chroniona jest wieloaspektowo, przez kilka praw i wolności, które wzajemnie się konkretyzują i uzupełniają. Prywatność wywodzi się z nakazu ochrony godności ludzkiej, chociaż jak wskazuje M. Safjan ma ona charakter samoistny i dla jej skuteczności nie musi istnieć związek z innymi prawami jednostki. Artykuł 23 Kodeksu cywilnego nie wymienia prywatności wśród dóbr osobistych, jednak przepis ten zawiera tylko przykładowe wyliczenie dóbr osobistych i nie budzi wątpliwości to, że prawo do prywatności urasta do roli jednego z najważniejszych dóbr osobistych człowieka. Kto przez uporczywe nękanie innej osoby lub osoby jej najbliższej wzbudza u niej uzasadnione okolicznościami poczucie zagrożenia, poniżenia lub udręczenia lub istotnie narusza jej prywatność,
podlega karze pozbawienia wolności od 6 miesięcy do lat 8.
Poszanowanie prywatności jest obowiązkiem organów władzy publicznej, co dotyczy zwłaszcza informacji dotyczących życia rodzinnego i stosunków małżeńskich. Zdaniem Sądu Najwyższego poza sporem jest, że sferą życia prywatnego są objęte informacje dotyczące życia rodzinnego i stosunków małżeńskich. Informacje te odnoszą się najogólniej do sytuacji jednostki w rodzinie, jej relacji i więzi z pozostałymi członkami rodziny, sposobu spędzania czasu w rodzinie, tajemnic rodzinnych, przeżywania i pielęgnowania rodzinnych uroczystości i zwyczajów. W judykaturze uznano w związku z tym, że naruszeniem prawa do prywatności jest ujawnienie konfliktów finansowych w rodzinie lub prowadzenia postępowania karnego w sprawie dotyczącej przemocy w rodzinie, względnie poufnych informacji dotyczących rozwodu.
Zgodnie z art. 56 ust. 1 lit. f) Konwencji Rady Europy o zapobieganiu i zwalczaniu przemocy wobec kobiet i przemocy domowej strony przyjmą konieczne środki ustawodawcze lub inne środki zapewniające ochronę praw i interesów ofiar, w tym ich szczególne potrzeby jako świadków, na wszystkich etapach postępowania przygotowawczego i postępowania sądowego, zwłaszcza poprzez zapewnienie, by mogły być podejmowane środki chroniące prywatność i wizerunek ofiary.
Zdaniem Trybunału Konstytucyjnego konstytucyjna ochrona prywatności stanowi jeden z podstawowych elementów aksjologii demokratycznego państwa prawnego.

## W informatyce
W informatyce prywatność stanowi pokrewny do anonimowości problem z zakresu bezpieczeństwa teleinformatycznego. Oprócz unormowań prawnych prywatność podlega także ochronie metodami technologicznymi, takimi jak kryptografia.
Na rzecz prawa do prywatności w sieci działa organizacja Electronic Frontier Foundation, a w Polsce Fundacja Panoptykon.